# Dębowo (powiat suwalski)
Dębowo – wieś w Polsce położona w województwie podlaskim, w powiecie suwalskim, w gminie Szypliszki.
W latach 1975–1998 miejscowość należała administracyjnie do województwa suwalskiego.